# José María Pemán
José María Pemán (Spanyolország, Cádiz, 1897. május 8. – Madrid, 1981. július 19.) spanyol költő, regényíró, drámaíró, forgatókönyvíró és esszéíró.

## Életrajza

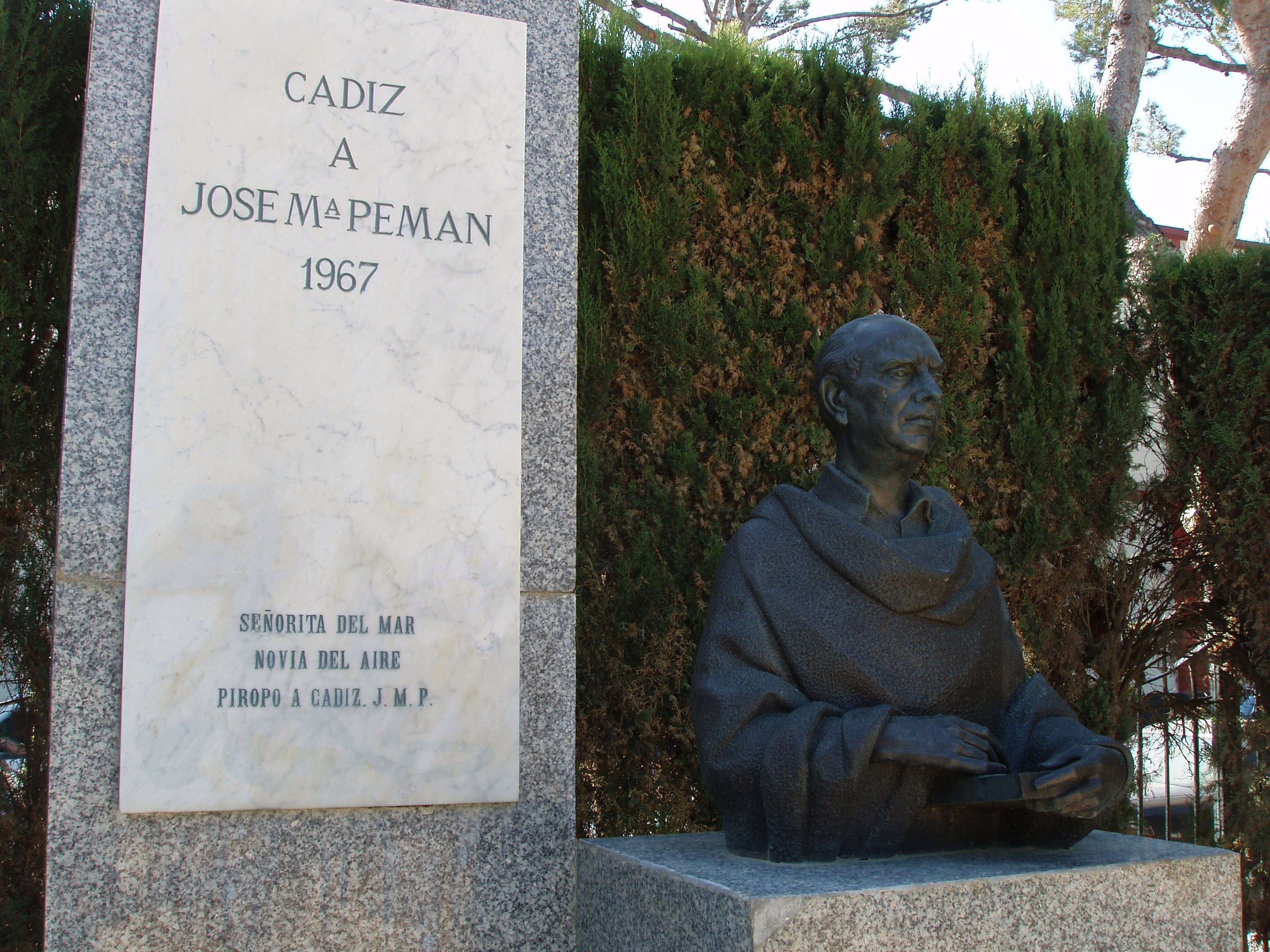
José María Pemán

José María Pemán 1897. május 8-án született a spanyolországi Cadizban egy gazdag andalúz családban. Apja Juan Gualberto Pemán ügyvéd és konzervatív képviselő, anyja María Pemartín, testvére César Pemán Pemartín.
Középiskolai tanulmányait szülővárosában végezte, majd Sevillában folytatott jogi tanulmányokat, Madridban doktorált, doktori értekezése: Platón filozófiai és jogi eszméi.
Irodalmi karrierje a Második Köztársaság idején kezdődött, számos verse, esszék, újságcikkek, beszédek, előadások, stb szerzője, majd évekkel később a Franco-rendszer egyik mitikus alakja lett.
A spanyol polgárháború után a Spanyol Királyi Akadémia igazgatójává nevezték ki. Néhány évvel később lemondva e tisztségéről, életét ettől kezdve teljesen irodalmi tevékenységének szentelte.

## Válogatott filmográfia
- Romeo and Juliet (1940)
- Lola Montes (1944)
- Madness for Love (1948)
- The Duchess of Benameji (1949)
- The Captain from Loyola (1949)
- Congress in Seville (1955)